# Shapley-Superhaufen
Der Shapley-Superhaufen (SCl 124) stellt die größte bekannte Ansammlung von Sternensystemen (Galaxien) in einer Entfernung von bis zu 700 Millionen Lichtjahren dar. Er ist ein Massezentrum, welches dafür sorgt, dass die ihm angehörenden Sternsysteme durch gravitative Kräfte zusammengehalten werden, sodass in seinem Einflussbereich keine Zunahme der Entfernungen zwischen den Galaxien aufgrund der allgemeinen Expansion des Universums zu beobachten ist.
Der Shapley-Superhaufen erscheint als deutliche Konzentration von Sternsystemen im Sternbild Zentaur. Seine Entfernung von der Milchstraße beträgt ca. 650 Mio. Lichtjahre (Rotverschiebung: z=0,046).
Die Struktur des Shapley-Superhaufens wurde durch Somak Raychaudhury bei einer Durchmusterung des Sternenhimmels Ende der 1980er-Jahre (wieder-)entdeckt. Raychaudhury untersuchte Fotoplatten mit Aufnahmen des südlichen Sternenhimmels mit einem automatisierten Durchmusterungssystem (APM) an der University of Cambridge. In seiner Abhandlung benannte er die gefundene Struktur nach dem Astronomen Harlow Shapley, der bei einer früheren Durchmusterung des Sternenhimmels diese Galaxien-Ansammlung zuerst gefunden hatte. Etwa zur gleichen Zeit hatten Astronomen um Roberto Scaramella diese Konzentration von Sternsystemen als bemerkenswerte Struktur im Kosmos identifiziert und sie Alpha concentration genannt.

## Entdeckungsgeschichte
In den späten 1920er Jahren begann Harlow Shapley mit Kollegen am Observatorium der Harvard-Universität eine Suche nach Galaxien am Südhimmel, wobei sie Fotoplatten auswerteten, die mit dem 24-Zoll-Bruce-Teleskop in Bloemfontein, Südafrika, aufgenommen worden waren. 1932 meldete Shapley aufgrund der Auswertung die Identifizierung von mindestens 76.000 Galaxien heller als +18 mag in einem Drittel des Südhimmels. Einige dieser Daten wurden später als Teil der Harvard-Galaxien-Zählungen veröffentlicht, die durchgeführt wurden, um die Dichte und Verteilung von Sternensystemen im Weltraum zu bestimmen.
In dem Katalog verzeichnete Shapley die meisten Systeme der „Coma-Virgo-Wolke“ (die heute als Überlagerungszone des Virgo-Superhaufens und des Coma-Superhaufens definiert ist), und er fand im Sternbild Zentaur eine weitere „Wolke“, die er als überwältigende Konzentration von Galaxien beschrieb. Diese Konzentration beeindruckte ihn wegen ihrer gewaltigen Ausdehnung, der Zahl der Sternensysteme und der langgestreckten Form. Diese Charakterisierung deckt sich mit der heute als Kerngebiet des Shapley-Superhaufens bekannten Region des Kosmos. Shapley schätzte die Entfernung zu der Struktur auf das 14fache der Entfernung zum Virgo-Superhaufen, wobei er sich am durchschnittlichen scheinbaren Durchmesser der beobachteten Sternensysteme orientierte. Ausgehend von der aktuellen Entfernungsschätzung für den Virgo-Superhaufen ergibt das eine Entfernung von 231 Megaparsec (753 Mio. Lichtjahre).

## Aktuelle Forschungen
Der Shapley-Superhaufen erstreckt sich in der Richtung des mutmaßlichen Bewegungsvektors, auf dem sich die Lokale Gruppe, zu der auch unsere Milchstraße gehört, durch den Kosmos bewegt. Das lässt vermuten, dass der Shapley-Superhaufen eine wesentliche Ursache der Bewegung der Lokalen Gruppe sein könnte, während vorher allein die Struktur des Großen Attraktors als mögliches Massezentrum dafür verantwortlich gemacht wurde. Diese neue Einschätzung hat eine intensive Beobachtung des Shapley-Superhaufens ausgelöst, wie zum Beispiel durch das Planck-Weltraumteleskop und durch das Röntgenobservatorium ROSAT.